# Crouy
Crouy – miejscowość i gmina we Francji, w regionie Hauts-de-France, w departamencie Aisne.
Według danych na styczeń 2014 roku gminę zamieszkiwały 2764 osoby, a gęstość zaludnienia wynosiła 266,8 osób/km².